# Dynastie Zand
1750–1794
Entités précédentes :
- Afcharides

Entités suivantes :
- Dynastie Qadjar

La dynastie Zand (persan : سلسله زندیه, Selsele-ye Zandiyeh; kurde : خێزانی زەند, Xizaniya Zand) était une dynastie persane fondée par Karim Khan Zand après le déclin de l’empire safavide. Originaire de la tribu Zand, d’origine kurde Laki, cette dynastie régna sur une grande partie de l’Iran, notamment sur les villes de Chiraz, Ispahan et Téhéran. Karim Khan, le souverain le plus éminent de la dynastie, est reconnu pour son règne juste et ses efforts pour relancer l’économie et la stabilité de l’Iran après des années de conflits internes. Contrairement à d’autres dirigeants, Karim Khan prit le titre de Vakil al-Ro’aya (avocat du peuple) au lieu de Shah, mettant ainsi en avant son souci du bien-être de ses sujets. La période Zand est marquée par des développements architecturaux et culturels importants, mais l’empire s’affaiblit après la mort de Karim Khan, menant à sa chute aux mains de la dynastie Qadjar à la fin du XVIIIe siècle.

## Fondation
En 1747, Karim Khan et Ali Mardan Khan Bakhtiari profitent du chaos et du vide administratif causés par la mort de Nader Chah pour prendre le contrôle du centre de l'Iran. Ils choisissent alors conjointement un prince de la dynastie safavide et se créent un souverain fantoche, Ismaïl III choisit d'être un commandant militaire, tandis qu'Ali Mardan Khan choisit d'être un dirigeant civil. Après avoir éliminé le souverain fantoche Ismail III et son partenaire Ali Mardan Khan, Karim Khan fonde sa propre dynastie, la dynastie Zendi, en 1760. Il n'utilisa jamais le titre de souverain et se fit appeler le député du peuple. Karim Khan déclare que la capitale de son État est la ville de Chiraz. Sa politique étrangère à l'égard d'Azad Khan Afghan en Azerbaïdjan et de l'Empire ottoman l'aide à soumettre l'Azerbaïdjan et Bassorah à son autorité. Néanmoins, bien qu'il ait permis à l'un des descendants de Nader Chah de rester un souverain autonome au Khorasan, il n'a jamais cessé de lutter contre son ennemi juré, les Qajars. Le chef des Qajars, Mohammad Hassan Khan, fut finalement vaincu par Karim Khan et ses fils sont emmenés à Chiraz en tant que prisonnier,.

## Politique
Dans le cadre de sa diplomatie, Karim Khan a permis aux britanniques d'établir un centre commercial dans le port de Bouchehr, dans l'idée de restaurer la vie commerciale dynamique de la période Safavide. Cela a permis de renforcer les liens avec plusieurs puissances étrangères, avec l'Inde, et d'accroître l'influence britannique sur l'Iran. Le monument le plus important construit par Karim Khan est la forteresse de Arg-é Karim Khan à Chiraz, notamment le palais du Golestan, de Téhéran, qui devait être la capitale des Qajars qui allaient leur succéder, a également été rénové par Karim Khan. En outre, une autre politique menée par les Zend conformément à leurs intérêts consistait à s'appeler « Vekil'el Ro'aya » (l'adjoint du peuple), au lieu d'un « dirigeant ». L'un des objectifs de cette fonction était de ne pas être un souverain complètement détaché du peuple, comme les Safavides qui avaient régné auparavant, et de répondre aux exigences de l'époque. Après sa mort en 1779, le vide et le chaos qui régnaient dans la région, l'exposait à toutes sortes d'attaques ennemies. Son fils Abolfath Khan Zand, qui lui succéda sur le trône, ne put gouverner le pays suffisamment bien et fut guidé par son oncle (le commandant en chef de Karim Khan). D'autres souverains, comme Alimorad Khan Zand et Djafar Khan Zand, n'ont pas suivi la politique de Karim Khan pendant son règne. Agha Mohammad Khan, le chef des Qajars, déployait de grands efforts pour détruire le royaume Zand. Finalement, en 1879, Lotf Ali Khan Zand, l'un des neveux de Karim Khan, s'est proclamé nouveau roi. La majeure partie du règne de Lotf Ali Khan, qui dura jusqu'en 1794, fut consacrée à la guerre contre les Qajars. Malgré la courte souveraineté de la dynastie, des œuvres remarquables dans le domaine de l'art ont été produites pendant cette période et l'art dit « Zend » est né. Ils ont considérablement influencés l'Iran,.

## Dynastie Zand
- 1750-1779 : Muhammad Karim Khân
- 1779-1779 : Zaki Khân
- 1779-1779 : Muhammad Ali Khân
- 1779-1779 : Abol Fath Khân
- 1779-1782 : Muhammad Sadegh Khân
- 1782-1785 : Ali Murâd Khân
- 1785-1789 : Jafar Khân
- 1789-1789 : Sayed Murad Khân
- 1789-1794 : Lotf Ali Khân

## Arbre généalogique de la Dynastie Zand
|  |  |                       |                       | Bodaq Khan Zand       | Bodaq Khan Zand       | Bodaq Khan Zand       | Bodaq Khan Zand       | Bodaq Khan Zand | Bodaq Khan Zand |                          |                          |                          |                          |                          |                          |  |  |           |           | Agha Beygom | Agha Beygom | Agha Beygom | Agha Beygom | Agha Beygom         | Agha Beygom         |                      |                      |                      |                      |                      |                      |                        |                        |                        |                        | Inaq Khan Zand         | Inaq Khan Zand         | Inaq Khan Zand                | Inaq Khan Zand                | Inaq Khan Zand                | Inaq Khan Zand                |                               |                               |                         |                         |  |  |  |  |  |  |  |  |  |  |  |  |  |  |  |  |  |  |  |  |  |  |  |  |  |  |  |  |  |  |  |  |
|  |  |                       |                       | Bodaq Khan Zand       | Bodaq Khan Zand       | Bodaq Khan Zand       | Bodaq Khan Zand       | Bodaq Khan Zand | Bodaq Khan Zand |                          |                          |                          |                          |                          |                          |  |  |           |           | Agha Beygom | Agha Beygom | Agha Beygom | Agha Beygom | Agha Beygom         | Agha Beygom         |                      |                      |                      |                      |                      |                      |                        |                        |                        |                        | Inaq Khan Zand         | Inaq Khan Zand         | Inaq Khan Zand                | Inaq Khan Zand                | Inaq Khan Zand                | Inaq Khan Zand                |                               |                               |                         |                         |  |  |  |  |  |  |  |  |  |  |  |  |  |  |  |  |  |  |  |  |  |  |  |  |  |  |  |  |  |  |  |  |
|  |  |                       |                       |                       |                       |                       |                       |                 |                 |                          |                          |                          |                          |                          |                          |  |  |           |           |             |             |             |             |                     |                     |                      |                      |                      |                      |                      |                      |                        |                        |                        |                        |                        |                        |                               |                               |                               |                               |                               |                               |                         |                         |  |  |  |  |  |  |  |  |  |  |  |  |  |  |  |  |  |  |  |  |  |  |  |  |  |  |  |  |  |  |  |  |
|  |  |                       |                       |                       |                       |                       |                       |                 |                 |                          |                          |                          |                          |                          |                          |  |  |           |           |             |             |             |             |                     |                     |                      |                      |                      |                      |                      |                      |                        |                        |                        |                        |                        |                        |                               |                               |                               |                               |                               |                               |                         |                         |  |  |  |  |  |  |  |  |  |  |  |  |  |  |  |  |  |  |  |  |  |  |  |  |  |  |  |  |  |  |  |  |
|  |  | Allah Morad Khan      | Allah Morad Khan      | Allah Morad Khan      | Allah Morad Khan      | Allah Morad Khan      | Allah Morad Khan      |                 |                 | Aliya                    | Aliya                    | Aliya                    | Aliya                    | Aliya                    | Aliya                    |  |  | Zaki Khân | Zaki Khân | Zaki Khân   | Zaki Khân   | Zaki Khân   | Zaki Khân   |                     |                     | Karim Khan 1760-1779 | Karim Khan 1760-1779 | Karim Khan 1760-1779 | Karim Khan 1760-1779 | Karim Khan 1760-1779 | Karim Khan 1760-1779 |                        |                        |                        |                        |                        |                        | Muhammad Sadeq Khan 1779-1781 | Muhammad Sadeq Khan 1779-1781 | Muhammad Sadeq Khan 1779-1781 | Muhammad Sadeq Khan 1779-1781 | Muhammad Sadeq Khan 1779-1781 | Muhammad Sadeq Khan 1779-1781 |                         |                         |  |  |  |  |  |  |  |  |  |  |  |  |  |  |  |  |  |  |  |  |  |  |  |  |  |  |  |  |  |  |  |  |
|  |  | Allah Morad Khan      | Allah Morad Khan      | Allah Morad Khan      | Allah Morad Khan      | Allah Morad Khan      | Allah Morad Khan      |                 |                 | Aliya                    | Aliya                    | Aliya                    | Aliya                    | Aliya                    | Aliya                    |  |  | Zaki Khân | Zaki Khân | Zaki Khân   | Zaki Khân   | Zaki Khân   | Zaki Khân   |                     |                     | Karim Khan 1760-1779 | Karim Khan 1760-1779 | Karim Khan 1760-1779 | Karim Khan 1760-1779 | Karim Khan 1760-1779 | Karim Khan 1760-1779 |                        |                        |                        |                        |                        |                        | Muhammad Sadeq Khan 1779-1781 | Muhammad Sadeq Khan 1779-1781 | Muhammad Sadeq Khan 1779-1781 | Muhammad Sadeq Khan 1779-1781 | Muhammad Sadeq Khan 1779-1781 | Muhammad Sadeq Khan 1779-1781 |                         |                         |  |  |  |  |  |  |  |  |  |  |  |  |  |  |  |  |  |  |  |  |  |  |  |  |  |  |  |  |  |  |  |  |
|  |  |                       |                       |                       |                       |                       |                       |                 |                 |                          |                          |                          |                          |                          |                          |  |  |           |           |             |             |             |             |                     |                     |                      |                      |                      |                      |                      |                      |                        |                        |                        |                        |                        |                        |                               |                               |                               |                               |                               |                               |                         |                         |  |  |  |  |  |  |  |  |  |  |  |  |  |  |  |  |  |  |  |  |  |  |  |  |  |  |  |  |  |  |  |  |
|  |  |                       |                       |                       |                       |                       |                       |                 |                 |                          |                          |                          |                          |                          |                          |  |  |           |           |             |             |             |             |                     |                     |                      |                      |                      |                      |                      |                      |                        |                        |                        |                        |                        |                        |                               |                               |                               |                               |                               |                               |                         |                         |  |  |  |  |  |  |  |  |  |  |  |  |  |  |  |  |  |  |  |  |  |  |  |  |  |  |  |  |  |  |  |  |
|  |  | Koda Morad Khan       | Koda Morad Khan       | Koda Morad Khan       | Koda Morad Khan       | Koda Morad Khan       | Koda Morad Khan       |                 |                 | Ali Murad Khan 1782-1785 | Ali Murad Khan 1782-1785 | Ali Murad Khan 1782-1785 | Ali Murad Khan 1782-1785 | Ali Murad Khan 1782-1785 | Ali Murad Khan 1782-1785 |  |  |           |           |             |             |             |             | Abol Fath Khan 1779 | Abol Fath Khan 1779 | Abol Fath Khan 1779  | Abol Fath Khan 1779  | Abol Fath Khan 1779  | Abol Fath Khan 1779  |                      |                      | Mohammad Ali Khan 1779 | Mohammad Ali Khan 1779 | Mohammad Ali Khan 1779 | Mohammad Ali Khan 1779 | Mohammad Ali Khan 1779 | Mohammad Ali Khan 1779 |                               |                               | Jafar Khan 1785-1789          | Jafar Khan 1785-1789          | Jafar Khan 1785-1789          | Jafar Khan 1785-1789          | Jafar Khan 1785-1789    | Jafar Khan 1785-1789    |  |  |  |  |  |  |  |  |  |  |  |  |  |  |  |  |  |  |  |  |  |  |  |  |  |  |  |  |  |  |  |  |
|  |  | Koda Morad Khan       | Koda Morad Khan       | Koda Morad Khan       | Koda Morad Khan       | Koda Morad Khan       | Koda Morad Khan       |                 |                 | Ali Murad Khan 1782-1785 | Ali Murad Khan 1782-1785 | Ali Murad Khan 1782-1785 | Ali Murad Khan 1782-1785 | Ali Murad Khan 1782-1785 | Ali Murad Khan 1782-1785 |  |  |           |           |             |             |             |             | Abol Fath Khan 1779 | Abol Fath Khan 1779 | Abol Fath Khan 1779  | Abol Fath Khan 1779  | Abol Fath Khan 1779  | Abol Fath Khan 1779  |                      |                      | Mohammad Ali Khan 1779 | Mohammad Ali Khan 1779 | Mohammad Ali Khan 1779 | Mohammad Ali Khan 1779 | Mohammad Ali Khan 1779 | Mohammad Ali Khan 1779 |                               |                               | Jafar Khan 1785-1789          | Jafar Khan 1785-1789          | Jafar Khan 1785-1789          | Jafar Khan 1785-1789          | Jafar Khan 1785-1789    | Jafar Khan 1785-1789    |  |  |  |  |  |  |  |  |  |  |  |  |  |  |  |  |  |  |  |  |  |  |  |  |  |  |  |  |  |  |  |  |
|  |  | Sayed Murad Khan 1789 | Sayed Murad Khan 1789 | Sayed Murad Khan 1789 | Sayed Murad Khan 1789 | Sayed Murad Khan 1789 | Sayed Murad Khan 1789 |                 |                 |                          |                          |                          |                          |                          |                          |  |  |           |           |             |             |             |             |                     |                     |                      |                      |                      |                      |                      |                      |                        |                        |                        |                        |                        |                        |                               |                               | Lotf Ali Khan 1789-1794       | Lotf Ali Khan 1789-1794       | Lotf Ali Khan 1789-1794       | Lotf Ali Khan 1789-1794       | Lotf Ali Khan 1789-1794 | Lotf Ali Khan 1789-1794 |  |  |  |  |  |  |  |  |  |  |  |  |  |  |  |  |  |  |  |  |  |  |  |  |  |  |  |  |  |  |  |  |